# Mitsuokella jalaludinii
Mitsuokella jalaludinii è una specie di batterio appartenente alla famiglia delle Acidaminococcaceae.